# Росток
Ро́сток (нім. Rostock) — місто на півночі німецької федеральної землі Мекленбург-Передня Померанія, розташоване на річці Варнов.

## Географія

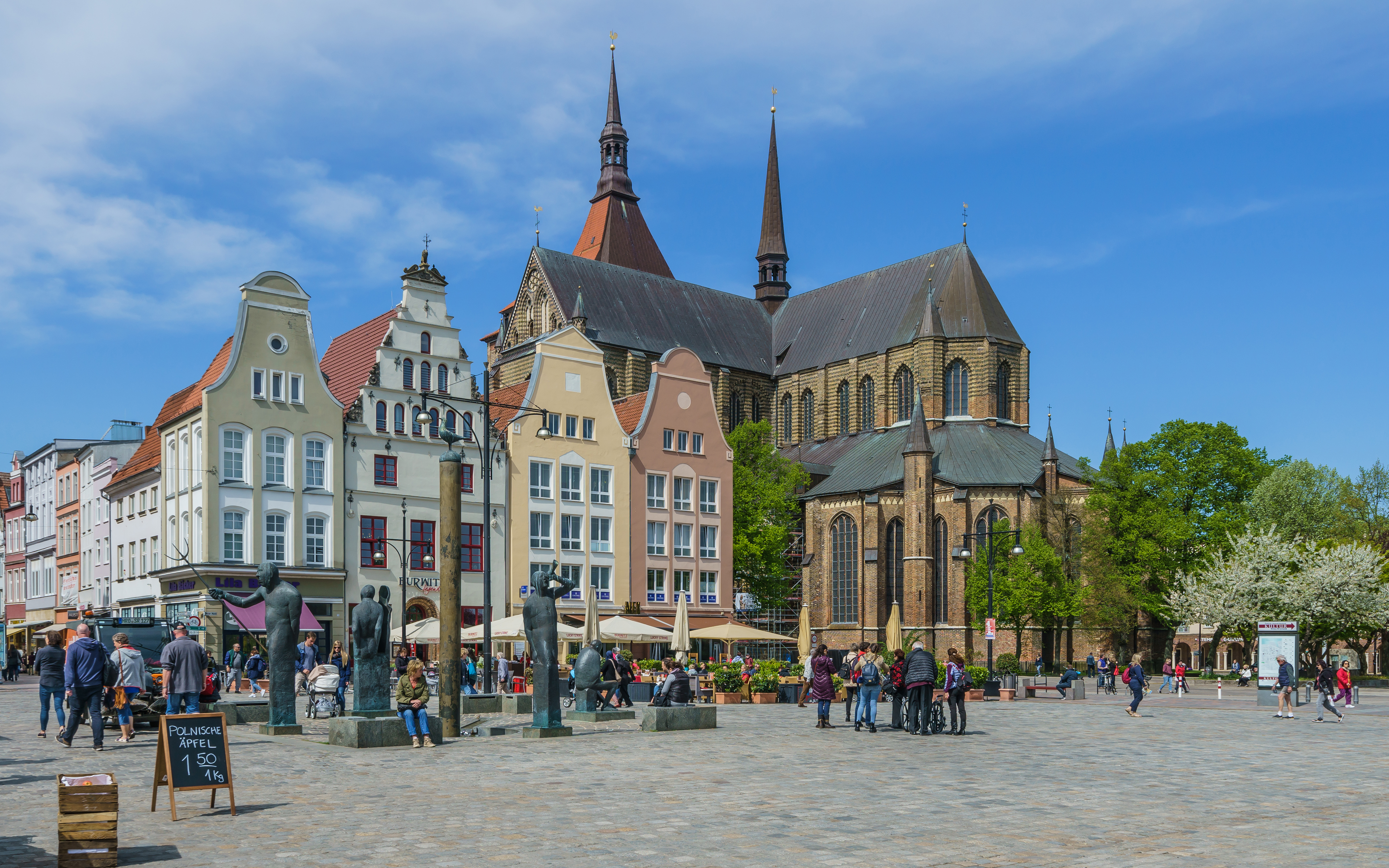
Новий ринок

Росток знаходиться приблизно на середині узбережжя Мекленбурга на Балтійському морі. Росток простягається на 21,6 км від півночі до півдня і на 19,4 км від сходу на захід.

## Історія
У 9 столітті полабські слов'яни племені варни заснували поселення на березі річки Варнов та нарекли його «Росток» (від прасл. *orz-tokъ). Таким чином найменування міста вказує на розширення (розтіканні) річки у цій місцевості. Пізніше місто Росток увійшло до складу герцогства Мекленбург.
Данський король Вальдемар I спалив місто у 1161 році. Згодом Росток відбудували німецькі торговці. З початку були три окремі міста:
- Альтштадт (Altstadt)
- Міттельштадт (Mittelstadt)
- Нойштадт (Neustadt)

У 1701—1815 роках Росток входив до складу Мекленбург-Шверінського герцогства. Ростоцькі міщани часто конфліктували із герцогами Шверіна.

## Наука та освіта
- Ростоцький університет
- Ростокська вища школа музики та театру (нім. Hochschule für Musik und Theater Rostock)  [Архівовано 27 лютого 2010 у Wayback Machine.]
- Вісмарська вища школа (Кафедра мореплавства) (нім. Hochschule Wismar)
- Інститут демографічних досліджень Макса Планка (нім. Max-Planck-Institute für Demografische Forschung)  [Архівовано 23 вересня 2007 у Wayback Machine.]
- Інститут графічної обробки даних ім. Фраунгофера (нім. Fraunhofer-Institut für Graphische Datenverarbeitung)  [Архівовано 29 листопада 2021 у Wayback Machine.]
- Інститут технології виробництва та автоматизації ім. Фраунгофера (нім. Institut für Produktionstechnik und Automatisierung)  [Архівовано 26 вересня 2011 у Wayback Machine.]
- Інститут каталізу ім. Лейбніца при Ростокському університеті (нім. Leibniz-Institut für Katalyse an der Universität Rostock [Архівовано 31 жовтня 2010 у Wayback Machine.]

## Міста-побратими
- Щецин (пол. Sczecin), Польща (1957)
- Турку (фін. Turku), Фінляндія (1959)
- Дюнкерк (фр. Dunkerque), Франція (1960)
- Рига (латис. Rīga), Латвія (1961)
- Антверпен (нід. Antwerpen), Бельгія (1963)
- Орхус (дан. Århus), Данія (1964)
- Берген (норв. Bergen), Норвегія (1965)
- Гетеборг (швед. Göteborg), Швеція (1965)
- Рієка (хорв. Rijeka), Хорватія (1966)
- Варна (болг. Варна), Болгарія (1966)
- Бремен (нім. Bremen), Німеччина (1987)
- Далянь, Китайська Народна Республіка (1988)
- Ролі (англ. Raleigh), США (2001)

## Галерея

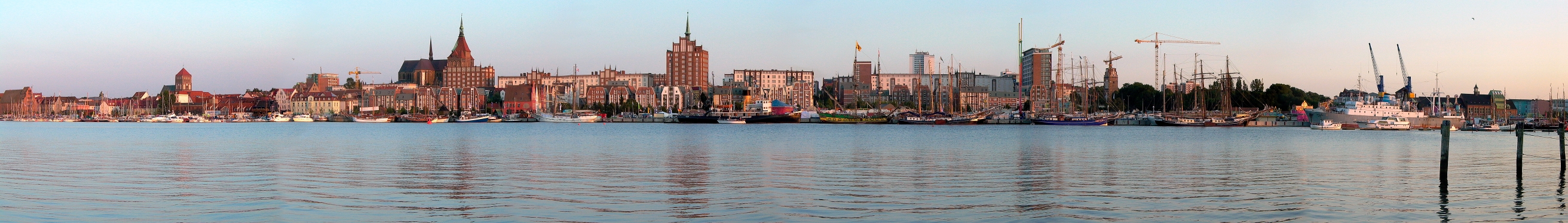
Панорама міста з боку ріки Варнов

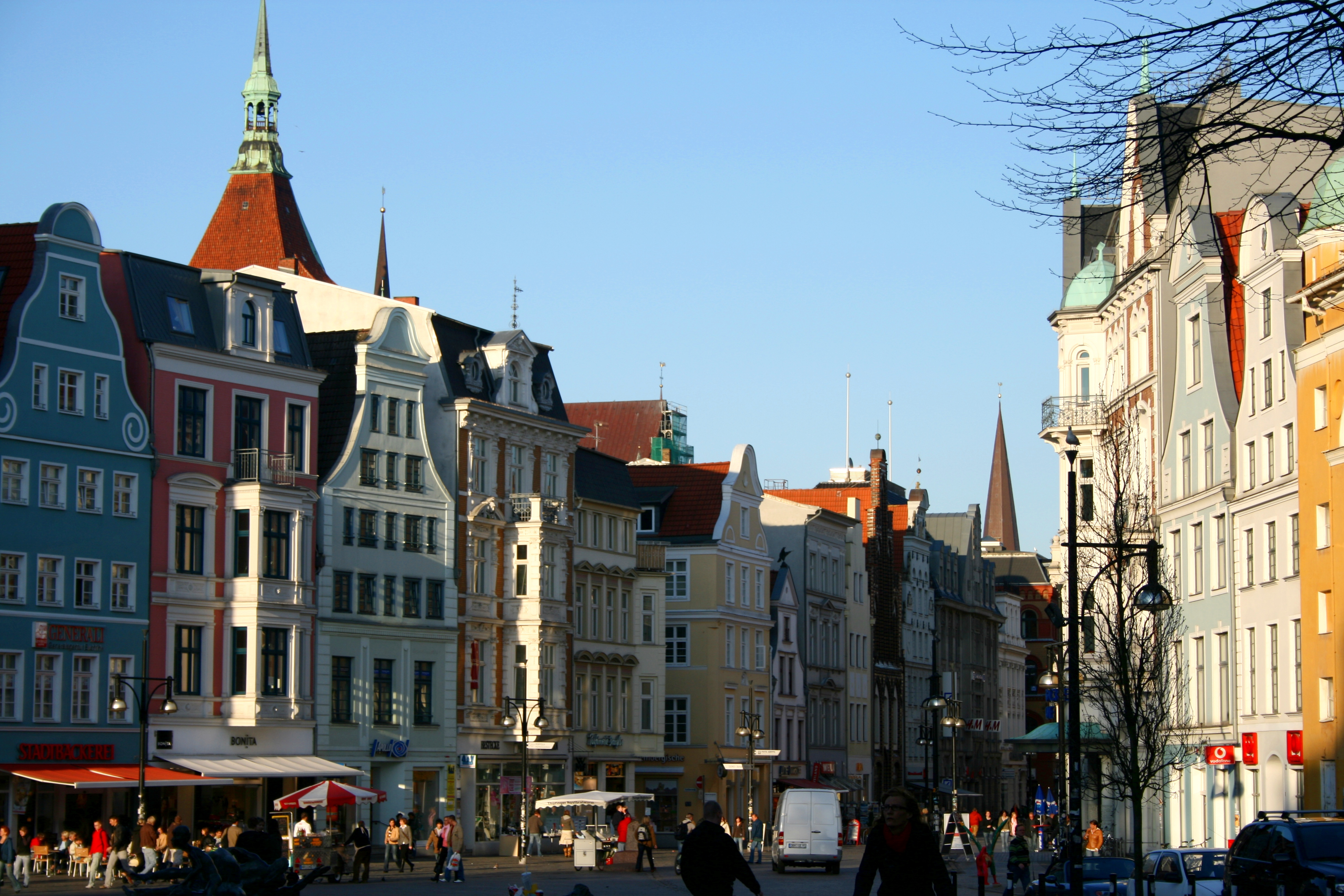
Крепелінер-Штрасе

## Уродженці
- Саскія Валенсія (* 1964) — німецька акторка.